# Breslauer Hütte
Breslauer Hütte (pl: Wrocławskie schronisko) – schronisko górskie w Austrii, w Alpach Ötztalskich u podnóża Wildspitze.
Schronisko wybudowane w roku 1882 przez DuÖAV (Deutscher und Österreichischer Alpenverein, czyli połączone Deutscher Alpenverein i Österreichischer Alpenverein) Breslau. Wrocławska sekcja DuÖAV została utworzona w 1877 roku, a po II wojnie światowej reaktywowana w Ludwigsburgu. Obecnie ma swoją siedzibę w Stuttgarcie.
Schronisko usytuowane jest na wysokości 2844 m n.p.m. Dysponuje około 200 miejscami. 
Prowadzą z niego szlaki m.in. na Wildspitze, Hinterer Brochkogel, Vorderer Brochkogel, Ötztaler Urkund, Urkundkolm i Wildes Mannle.

## Galeria

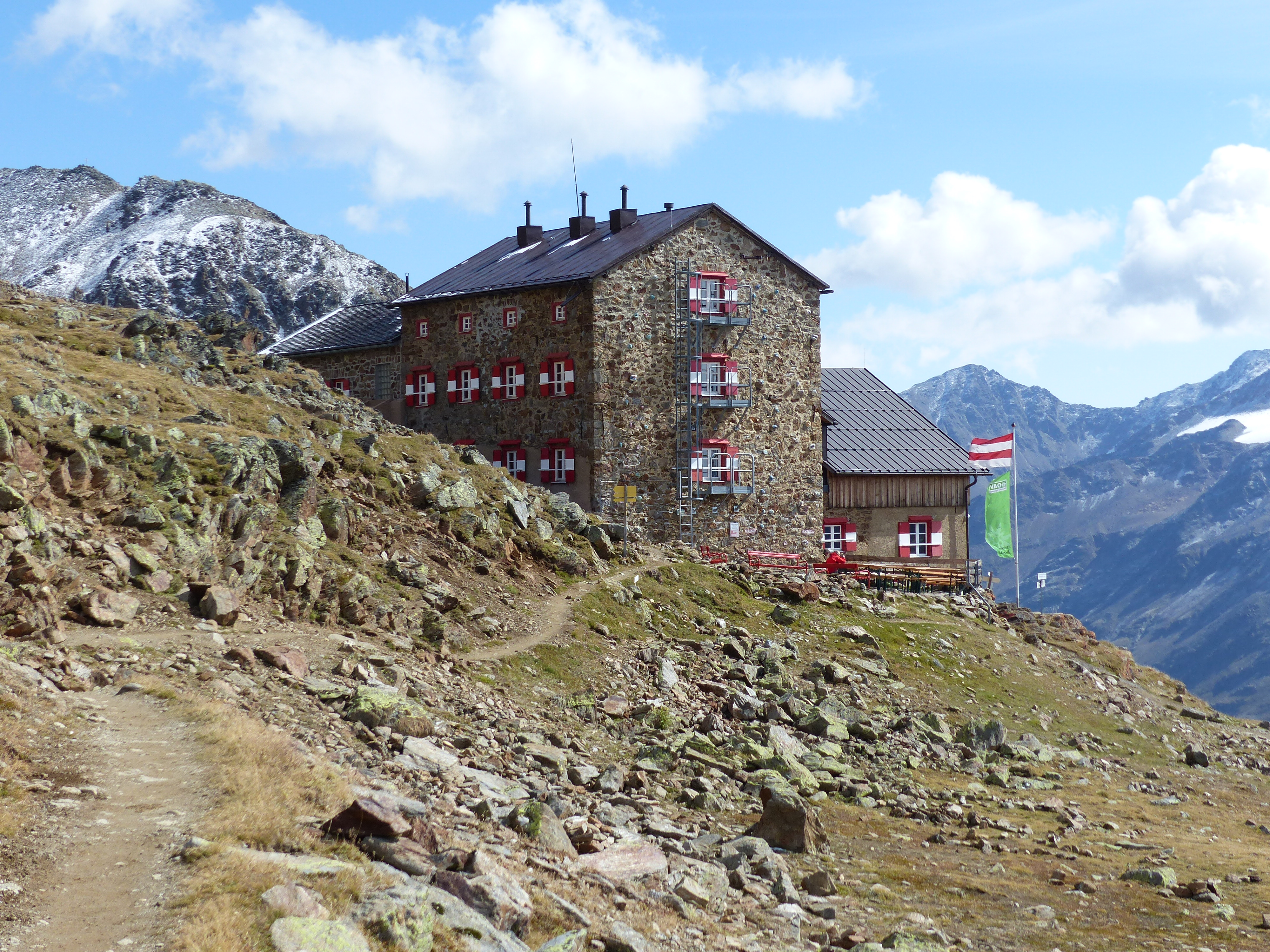
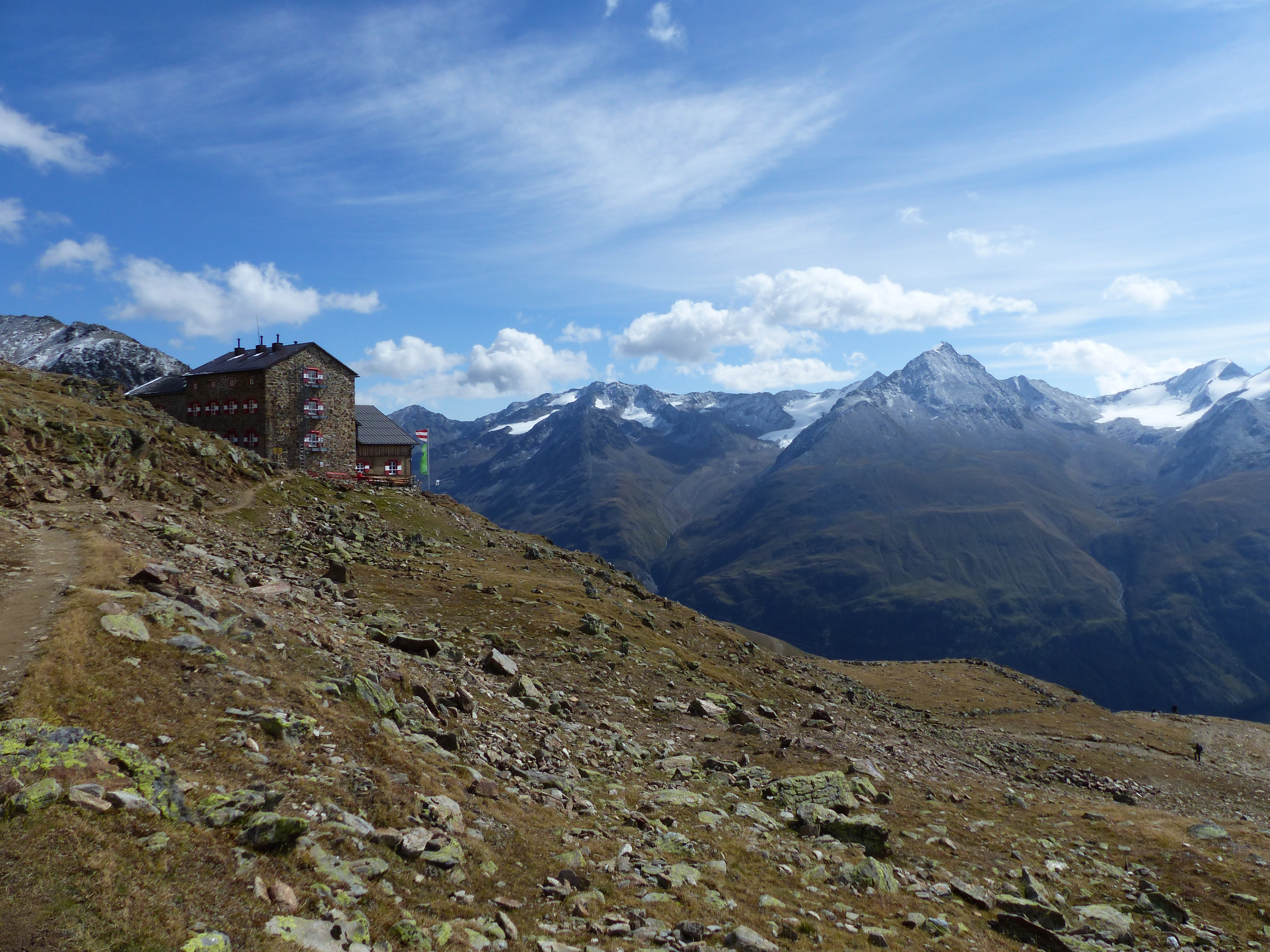
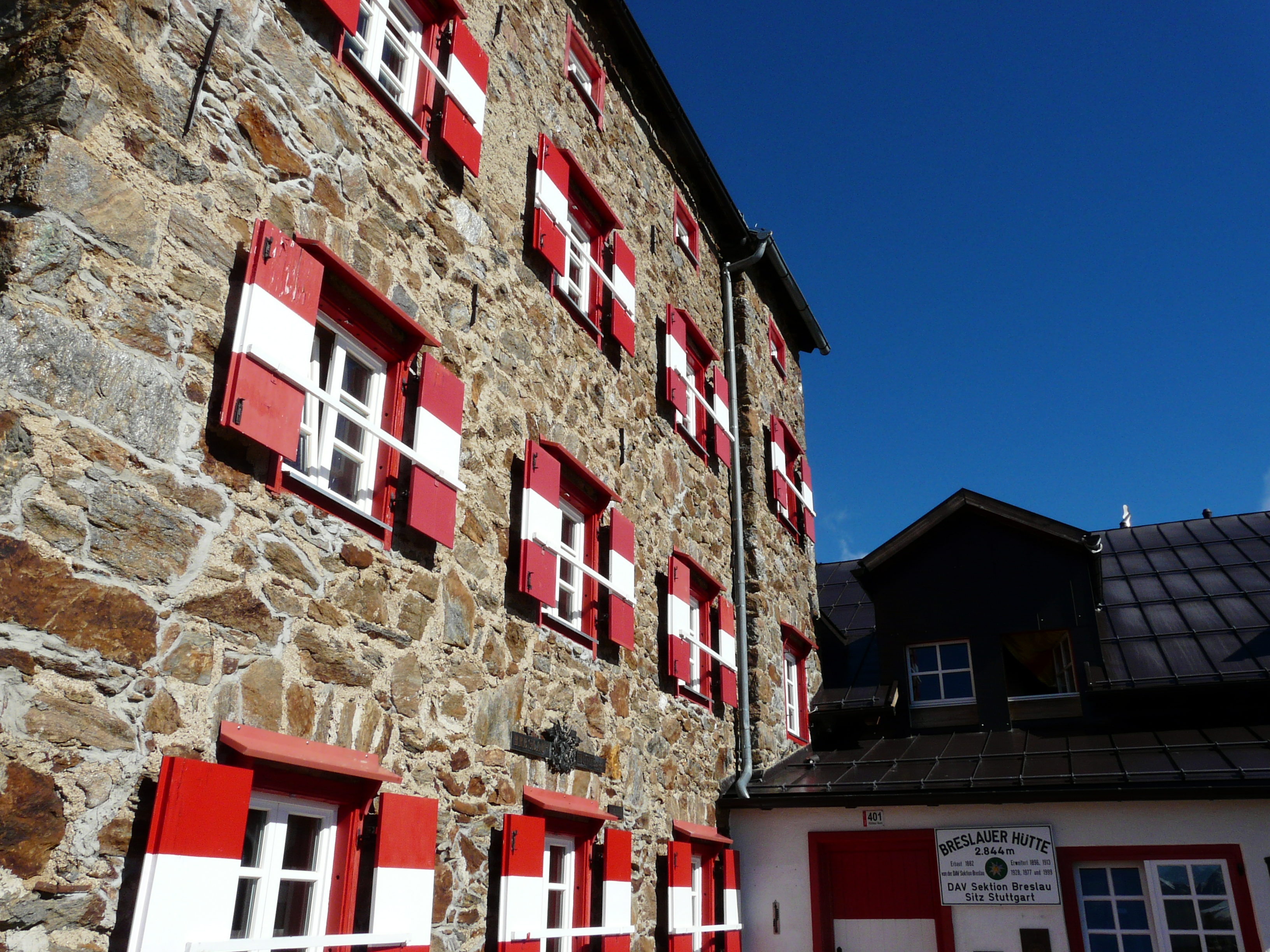
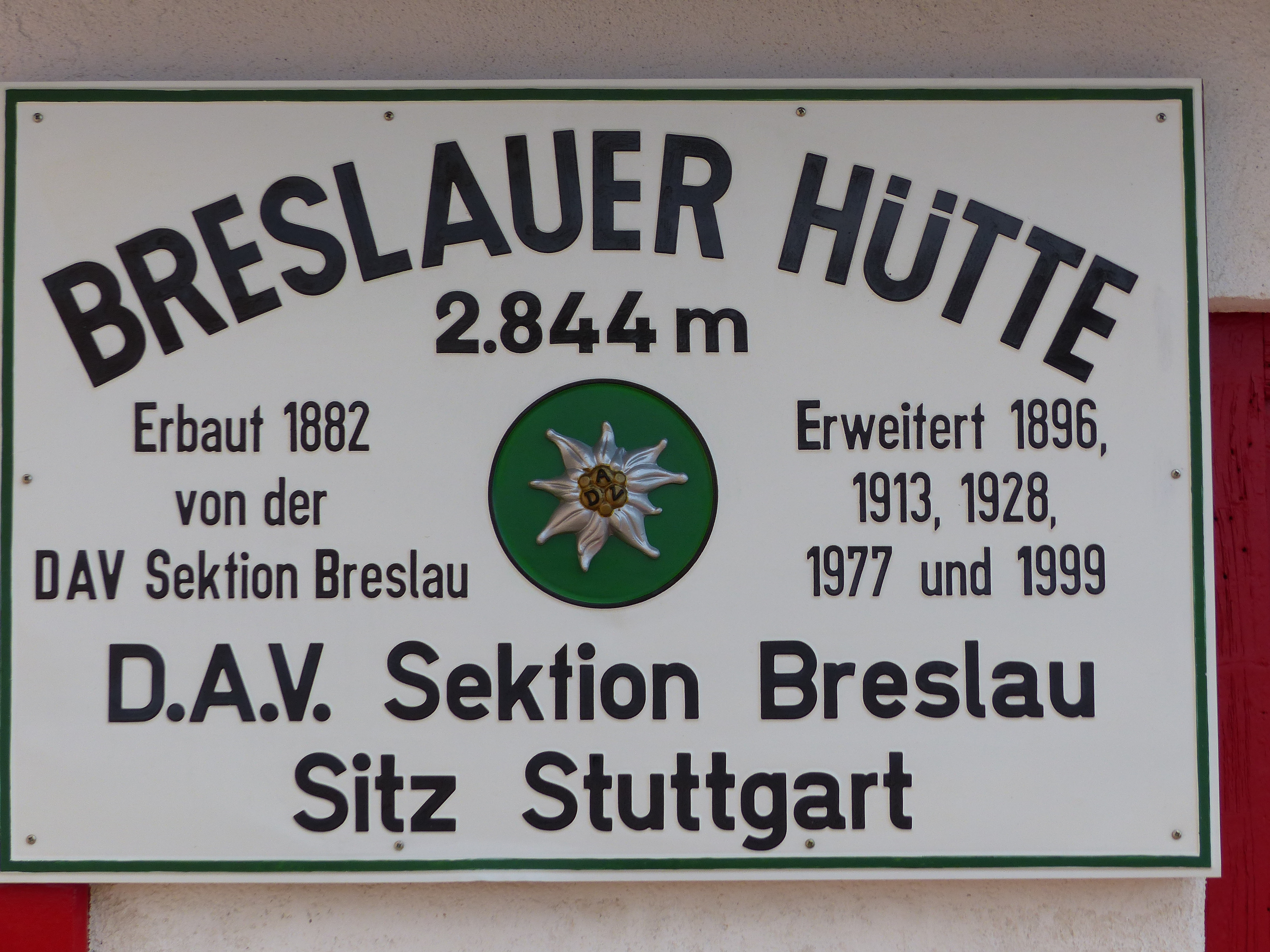